# Телемарк
Те́лемарк (норв. Telemark) — бывшая норвежская губерния (фюльке). Расположена в юго-западной части Восточной Норвегии, на побережье Атлантики. Административный центр — город Шиен. Граничила с фюльке Хордаланн, Бускеруд, Ругаланн, Эуст-Агдер и Вестфолл. Общая площадь составляет 15 296 км². С 1 января 2020 года вошла в состав новой фюльке Вестфолл-и-Телемарк. К 1 января 2024 года снова станет отдельным округом.

## Население
На 1 января 2007 года население Телемарка составляло 166 170 человек (3,58 % от общей численности населения Норвегии). Среди них 84 298 женщин и 81 842 мужчины.

## Административно-территориальное деление

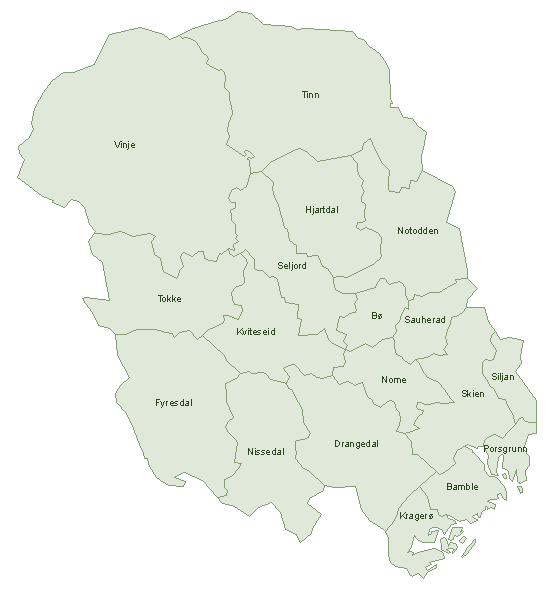
Коммуны фюльке Те́лемарк

Коммуны
- Бамбле
- Бё
- Винье
- Дрангедал
- Квитесэйд
- Крагерё
- Нисседал
- Нуме
- Нутодден
- Порсгрунн
- Сельюр
- Сёухерад
- Сильян
- Тинн
- Токке
- Фюресдал
- Шиен
- Яртдал

## Известные личности
- Хенрик Ибсен (1828—1906) — норвежский драматург
- Теодор Киттельсен (1857—1914) — норвежский художник, график и иллюстратор
- Олаф Бьолан — лыжник и путешественник
- Видкун Абрахам Лауриц Йонссён Квислинг (1887—1945) — коллаборационист, норвежский политик, нацист, министр-президент оккупированной Норвегии
- Тарьей Весос (1897—1970) — норвежский поэт и новеллист
- Кнут Хёугланн (1917—2009) — путешественник, радиоинженер, директор Музея Кон-Тики, один из членов экспедиции Тура Хейердала, участник норвежского движения Сопротивления во время Второй мировой войны
- Гуннар Сёнстебю (род. в 1918—2012) — руководитель норвежского движения Сопротивления в годы Второй мировой войны
- Ханс Хербьёрнсрюд (род. в 1938) — норвежский писатель, автор повестей и коротких рассказов
- Видар Воэр (род. в 1972) — норвежский музыкант, создатель и единственный участник блэк-металической группы Ildjarn
- Торун Эриксен (род. в 1977) — джазовая певица
- Йорн Ланде (род. в 1968) — рок-вокалист и автор
- Исан (род. в 1975) — рок-музыкант, создатель блэк-металической группы Emperor.